# Akropolis-Turnier 1987
Die zweite Auflage des Akropolis-Basketball-Turniers 1987 fand zwischen dem 18. und 20. Juni 1987 in Piräus statt. Ausgetragen wurden die insgesamt sechs Spiele im Stadion des Friedens und der Freundschaft.
Neben der gastgebenden Griechischen Nationalmannschaft nahmen auch die Nationalmannschaften aus Kanada sowie der Tschechoslowakei teil. Das Teilnehmerfeld komplettierte der Vorjahressieger aus Jugoslawien.
Zu den Stars des Akropolis-Turniers 1987 gehörten neben den Jugoslawen Toni Kukoč, Dražen Petrović und Vlade Divac auch die Griechen Nikos Galis und Panagiotis Giannakis.

## Begegnungen
| 18. Mai 1987 | Jugoslawien  | 101 - 90  | Kanada           |
| 18. Mai 1987 | Griechenland | 95 - 81   | Tschechoslowakei |
| 19. Mai 1987 | Griechenland | 111 - 105 | Kanada           |
| 19. Mai 1987 | Jugoslawien  | 104 - 78  | Tschechoslowakei |
| 20. Mai 1987 | Kanada       | 79 - 86   | Tschechoslowakei |
| 20. Mai 1987 | Griechenland | 88 - 101  | Jugoslawien      |

## Tabelle
| Rang | Land             | Punkte | Körbe   |
| ---- | ---------------- | ------ | ------- |
| 1    | Jugoslawien      | 6      | 306-256 |
| 2    | Griechenland     | 5      | 294-287 |
| 3    | Tschechoslowakei | 4      | 245-278 |
| 4    | Kanada           | 3      | 274-298 |